# Paneuropa-Radweg

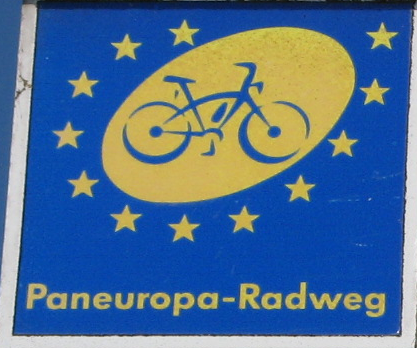

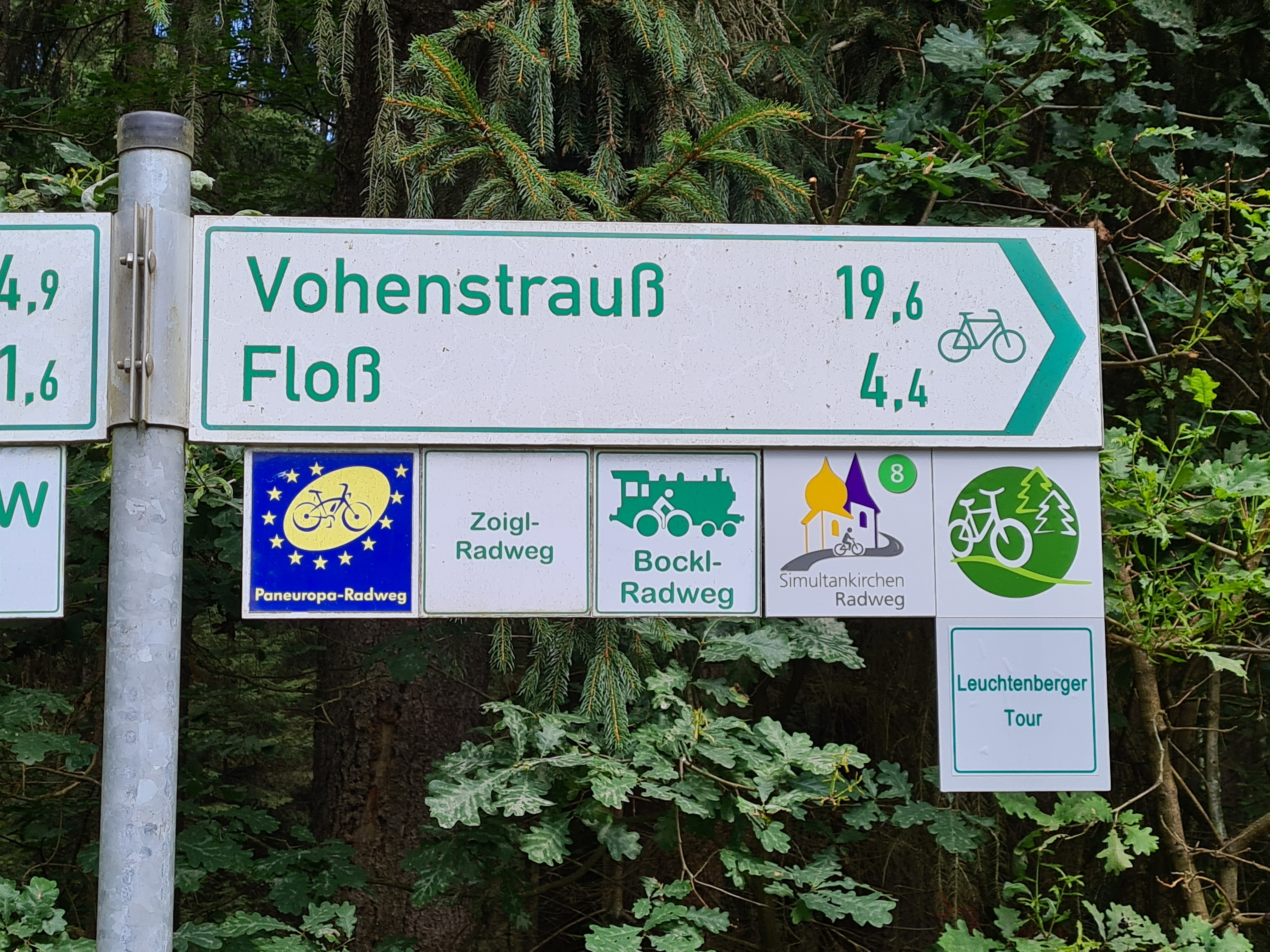

De Paneuropa-Radweg (Duits), Panevropská cyklostezka (Tsjechisch) of Véloroute paneuropéenne (Frans) is een langeafstandsfietsroute in Frankrijk, Duitsland en Tsjechië. De bewegwijzerde route van 1537 kilometer lang start aan Gare de l'Est in Parijs en loopt langs Châlons-en-Champagne, Straatsburg, Heidelberg, Nürnberg, Plzen tot in Praag. 